# Shopis

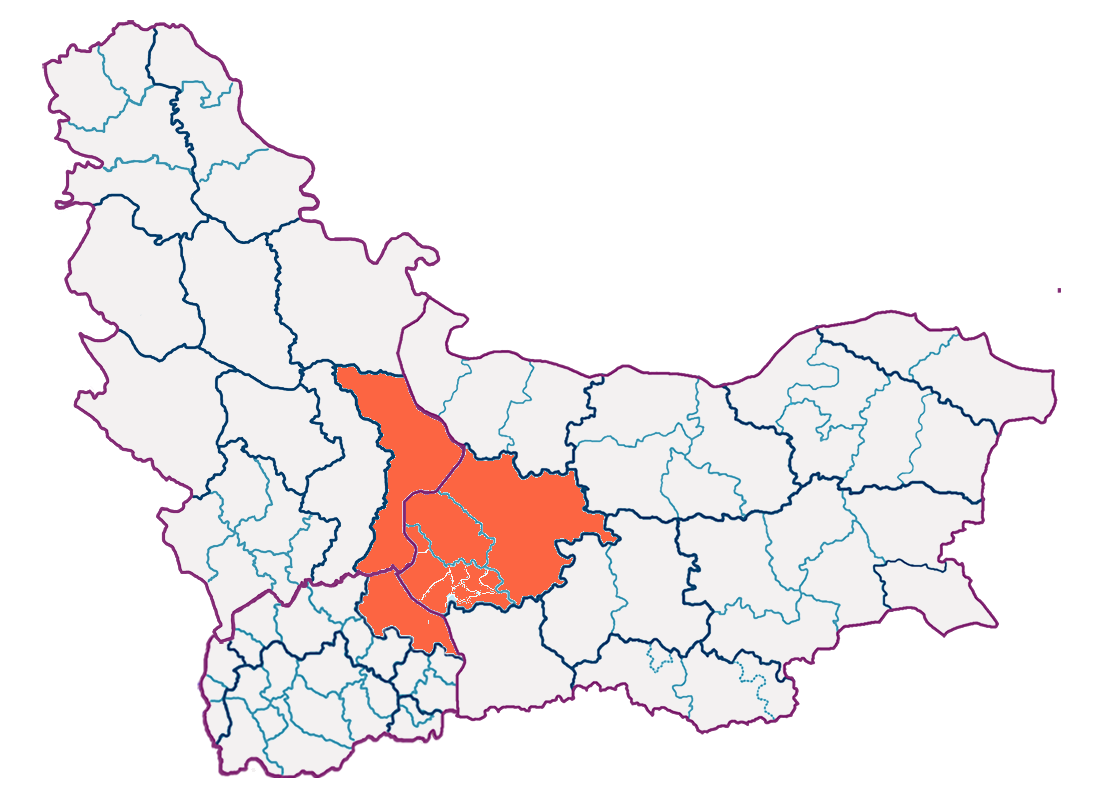
Shopluk en Bulgaria, Serbia y Macedonia del Norte

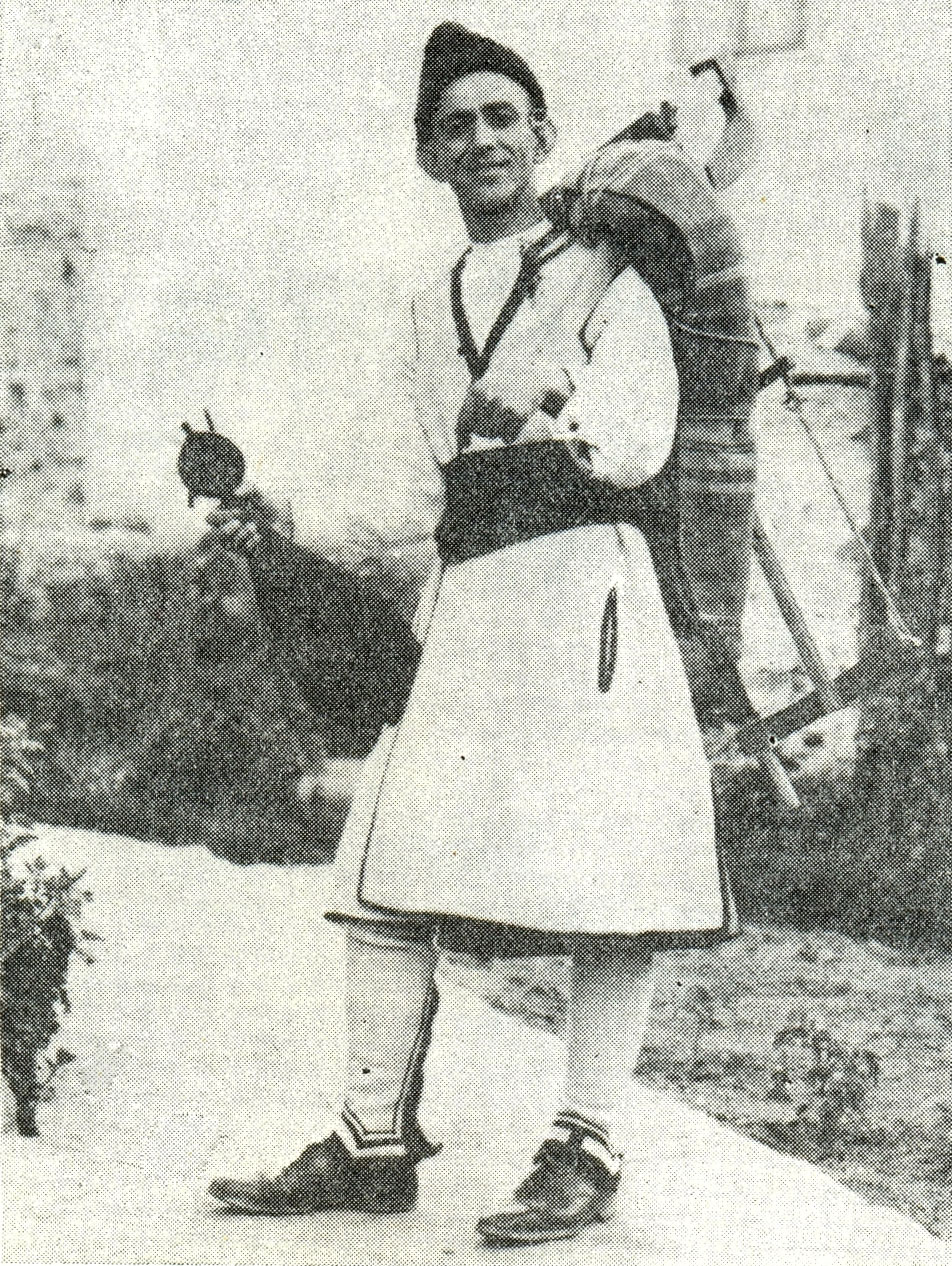
Un shopi de Tran, Bulgaria, en 1921

Los shopis (en búlgaro, macedonio, serbio cirílico: Шопи; y en singular шоп) son las personas que hablan un dialecto de transición dentro del el grupo de los eslavos meridionales, en cualquier concreto los búlgaros, macedonios y serbios. Las zonas tradicionalmente habitadas por los shopis se llama Shopluk (Шоплук, Shopluk / SRB. Šopluk), se encuentran aproximadamente en el oeste de Bulgaria, sur de Serbia y noreste de Macedonia del Norte.
El Shopluk es lo que se llama una mesorregión, pero se ha dado un carácter etnográfico serbio o búlgaro según los escritores. Según el Instituto de Estudios Balcánicos, el Shopluk sería la zona montañosa en la frontera de Bulgaria, Macedonia del Norte y Serbia, en la que las fronteras son muy vagas; el término siempre ha denotado las tierras altas. Shopluk fue utilizado por los búlgaros para referirse a la fronteras de Bulgaria, los habitantes fueron llamados Shopi. En Bulgaria, la designación Shopi se atribuye actualmente también a los aldeanos de la ciudad de Sofía, a pesar de que ellos son una amalgama de inmigrantes de todas las regiones de Bulgaria, no sólo de las zonas alrededor de la capital.

## Dialectos
Los shopi hablan un grupo de dialectos relacionados (denominados colectivamente como  Shopski = Шопски), pertenecientes al grupo "et" (occidental) de los dialectos búlgaros. El dialecto torlak es clasificado por los lingüistas búlgaros como un dialecto shopi, aunque los serbios lo rechazan. Se tiende a asociar el habla "Shopski" con los dialectos búlgaros occidentales que van de los montes Rila y las localidades alrededor de  Sofia hasta las localidades danubianas como Vidin. Los dialectos shop se asemejan a la lengua búlgara pero con rasgos característicos de la lengua serbia.

### Vocabulario
Vocabulario shop comparado con idiomas vecinos:
| Dialecto shop | Búlgaro                                                           | Serbio                                                       | Macedonio                                                                   | Traducción    |
| --- | ----------------------------------------------------------------- | ------------------------------------------------------------ | --------------------------------------------------------------------------- | ------------- |
| сакам (sakam) | искам (iskam), желая (želaja)                                     | хоћу/ hoću, желим/ želim; иштем/ ištem (archaic)             | сакам (sakam)                                                               | (yo) quiero   |
| чиним, правим, работим (činim, pravim, rabotim)                                                                                 | правя, работя (pravja, rabotja)                                   | радим/ radim, чиним/ činim - to do; правим/ pravim - to make | работам (rabotam) - to do, чинaм (činam) - to do, правам (pravam) - to make | (yo) hago     |
| прашам, питуем (prašam, pitujem)                                                                                                | питам (pitam)                                                     | питам/ pitam                                                 | прашувам (prašuvam)                                                         | (yo) pregunto |
| спийем, спим (spijem, spim) | спя (spja)                                                        | спавам/ spavam; спим/ spim (archaic)                         | спиjaм (spijam)                                                             | (yo) duermo   |
| ядем, ручам (jadem, ručam) | ям (jam)                                                          | jедем, ручам (jedem, ručam)                                  | jадам (jadam)                                                               | (yo) como     |
| тражим, дирим (tražim, dirim)                                                                                                   | търся, диря (tǎrsja, dirja)                                       | тражим/ tražim                                               | барам (baram)                                                               | (yo) busco    |
| оти?, за какво?, за кво?, що? (oti?, za kakvo?, za kvo?, što?)                                                                  | защо?, за какво? (zašto?, za kakvo?) що? (što?) (coloq.)          | зашто?/ zašto?, што?/ što?                                   | зошто? (zošto?), оти? (oti?)                                                | ¿Por qué?     |
| кошуля (košulja), rare — риза (riza)                                                                                            | риза (riza)                                                       | кошуља/ košulja                                              | кошула (košula)                                                             | camisa        |
| рипам (ripam) | скачам, рипам (skačam, ripam)                                     | скачем/ skačеm, скoчим/ skočim                               | скокам (skokam), рипам (ripam)                                              | (yo) salto    |
| зборуем (zboruem), зборувам (zboruvam), приказвам (prikazvam), оратим (oratim), говора (govora), вревим (vrevim), думам (dumam) | говоря (govorja), приказвам (prikazvam), думам (dumam) (obsolete) | говорим/ govorim, причам/ pričam; зборим/ zborim (archaic)   | зборувам (zboruvam), говорам (govoram)                                      | (yo) hablo    |
| мачка (mačka) | котка (kotka)                                                     | мачка/ mačka                                                 | мачка (mačka)                                                               | gato          |
| пце (pсe), кутре (kutre) | куче, пес (kuče, pes)                                             | пас/ pas, куче/ kuče                                         | куче (kuče)                                                                 | perro         |